# Janusz Olech
Janusz Olech (n. 4 aprilie 1965, Varșovia, Polonia) este un scrimer polonez, medaliat olimpic. A participat la 3 ediții ale Jocurilor Olimpice (1988, 1992, 1996) în care a câștigat o medalie de argint.